# Daniel Brottier
Daniel Brottier (França, 7 de Setembro de 1876 - 28 de Fevereiro de 1936) foi um padre espiritano  beatificado em 1984 pelo Papa João Paulo II.
Ingressou na Congregação do Espírito Santo e por sete anos foi missionário no Senegal. 
Depois na Primeira Guerra Mundial, alistou-se voluntariamente como capelão nas linhas de frente, da qual foi condecorado com a Cruz da Guerra e com a Legião de Honra.
Em 1923, tornou-se diretor da Casa dos Órfãos Aprendizes de Auteuil, para jovens abandonados, e fundou também a União Nacional dos Antigos Combatentes, com cerca de dois milhões de associados.